# Норильская железная дорога
Нори́льская желе́зная доро́га (сокр. НЖМД) — на пространстве бывшего СССР крупнейшая изолированная сеть железных дорог широкой колеи (1520 мм), одна из самых северных железных дорог мира. Находится на территории Красноярского края, в Норильском промышленном районе.

## История

### Строительство узкоколейки
В 1935 году правительством СССР было принято решение о строительстве металлургического комбината вблизи «Норильского зимовья», известного с XIX века. К строительству узкоколейной железной дороги приступили осенью 1935 года. Первый участок дороги от пристани «Валёк» на реке Норильской до площадки строительства рудников — «Нулевого пикета» был завершён в феврале 1936 года. 25 февраля 1936 года прибыл первый поезд с техническим грузом и продовольствием. Грузы для строительства Норильского комбината доставлялись к пристани по водному маршруту: река Енисей — Карское море — река Пясина — озеро Пясино — река Норильская. Недостатками такого маршрута были: существенное ограничение по осадке судов и значительно большее расстояние по сравнению с сухопутным маршрутом.
В июне 1936 года началось строительство узкоколейной линии от посёлка Норильск до порта Дудинка на Енисее, протяжённостью 114 км. В основном строительство велось заключёнными Норильлага.
Официально строительство было завершено 17 мая 1937 года. 18 мая из Дудинки в Норильск вышел первый поезд. В пункт назначения он прибыл через три дня. Вскоре стала разрушаться насыпь, которая местами была сделана из льда. В июне движение по железной дороге прекратилось.
К зиме было подготовлено нормальное земляное полотно, и узкоколейная линия вступила в постоянную эксплуатацию. Скорость поездов увеличилась. На прохождение всего пути требовалось около суток, а при хороших погодных условиях — 10—12 часов. Зимой скорость сильно зависела от темпов расчистки снега. Три снегоочистителя убирали сугробы не более 1,5 м высотой. Если высота сугроба была выше — расчистку вели вручную. Отдельные участки пути закрывали деревянными галереями, вдоль пути строили защитные стены из снега. Одному поезду потребовалось 22 дня, чтобы прибыть в пункт назначения, машинист и кочегар другого погибли от угарного газа.
Сохранён один из мостов на старой трассе железной дороги. С 1992 до 2010 у него стоял паровоз-памятник ГР-274 (из Гайворона), а в 2010 году паровоз переставили к управлению дороги.

### Переход на широкую колею (1524/1520 мм)
Низкая пропускная способность и другие недостатки узкой колеи сдерживали развитие комбината. С самого начала являлась очевидной необходимость строительства ширококолейной железнодорожной магистрали. Летом 1941 года в Дудинском порту на узкоколейные платформы был погружен доставленный с «большой земли» ширококолейный подвижной состав.
В августе рядом с Норильском начал действовать первый небольшой участок железной дороги широкой колеи. Его протяжённость составляла не менее 5 километров (предположительно, начальный пункт — «Нулевой пикет», конечный пункт — рудник «Угольный ручей»).
В годы Великой Отечественной войны Норильский комбинат приобрёл неоценимое значение для страны. Темпы его развития возросли. В 1942 году один из небольших ширококолейных участков на рудниках к юго-западу от Норильска был электрифицирован.
В июле 1950 года первый поезд прошёл по линии широкой колеи от Норильска до Кайеркана. 22 ноября 1952 года в Норильск прибыл по широкой колее первый состав из Дудинки. Узкоколейная железная дорога приблизительно через два года была полностью разобрана.
По планам 1948—1953 годов Норильская железная дорога не должна была надолго оставаться изолированной. С 1948 года сооружалась Трансполярная железная дорога, связывающая с основной железнодорожной сетью енисейский порт Игарка («стройки № 501 и № 503» Главного управления лагерного железнодорожного строительства). Расстояние от Игарки до Дудинки сравнительно невелико, на этом участке также должен был появиться рельсовый путь.
В расчёте на грядущий вывод Норильской железной дороги из «островного» положения, в 1951—1953 годах было сооружено значительное по своим масштабам здание вокзала на станции Норильск-Сортировочный.
После смерти И. В. Сталина от планов соединения Норильской железной дороги с основной железнодорожной сетью отказались.

### Открытие движения электропоездов
В 1957 году на Норильской железной дороге начали курсировать электросекции Ср.
С 1962 до начала 1990-х  существовала тупиковая конечная станция для электропоездов Октябрьская площадь. Она упиралась в главную улицу города.
К 1985 году электросекции Ср были полностью заменены электропоездами ЭР1 и ЭР2. Электропоезда курсировали по маршрутам Октябрьская (Норильск) — Угольный разрез, Октябрьская — Аэропорт, Аэропорт — Дудинка, Октябрьская — Дудинка, Октябрьская — Кайеркан. Не меньшее (а возможно и большее) число пассажиров перевозили пригородные поезда на тепловозной тяге. Имелись маршруты: Кайеркан — Каларгон — Надежда, Октябрьская — Ангидритная — Надежда — Юбилейная, Голиково — Октябрьский рудник, Голиково — Энергетическая (ТЭЦ-2), Голиково — Маяк, Голиково — Комсомольский рудник.

### Ликвидация пассажирских перевозок
В 1991 году в порт Дудинка прибыли последние шестивагонные электропоезда ЭР2Т.
В первой половине 1990-х годов были отменены почти все маршруты пассажирских поездов. К 1996 году пассажирское сообщение было почти полностью ликвидировано. Электропоезда продолжали курсировать только зимой, и только по двум маршрутам (Норильск — Аэропорт и Аэропорт — Дудинка). Это объяснялось тем, что летом автодорога более безопасна, отсутствует угроза застревания автотранспорта в снежных заносах.
Сохранение пассажирского движения в зимний период позволяло жителям Норильска экономить время, не боясь опоздать на авиарейс из-за заносов.
В 1998 году пассажирские перевозки на Норильской железной дороге были окончательно ликвидированы.
В 1999 году на всех электрифицированных участках был демонтирован контактный провод, частично убраны опоры. 32 вагона электропоездов ЭР2 и ЭР2Т, а также часть электровозов в сентябре 1999 были проданы Свердловской железной дороге. В том же году норильский вокзал был закрыт.
Вагоны норильских электропоездов работают на пригородных линиях Перми. Многие из них были перенумерованы, поэтому определить их происхождение сложно.

## Современное состояние
1 декабря 1999 года Норильская железная дорога вошла в состав ОАО «Норильская горная компания» (ОАО «Норильский никель»).
Угрозы закрытия железной дороги пока нет. Без железной дороги работа металлургического комбината невозможна.
Развёрнутая протяжённость — 333 километра. Насчитывается около 2500 грузовых вагонов, 88 локомотивных секций (главным образом тепловозов: ТЭМ2, ТЭМ7А, 2ТЭ116, ТЭМ18).
За 2001 год Норильская железная дорога перевезла 15 млн тонн груза. На её долю приходилось 80 % грузооборота, выполненного всеми видами транспорта в Норильском промышленном районе. Дорога работает круглогодично и круглосуточно. Численность работников железной дороги, по состоянию на 2001 год, составляла около 1850 человек.
В апреле 2022 года суд решил изъять у «Норникеля» в пользу государства 11 объектов НЖД: участок от перегона Дудинка-Сортировочная – Тундра до станции Норильск-Сортировочная (156,5 км), участок от перегона Норильск-Сортировочная – Складская до перегона Валек – Талнах длиной (38,4 км), ещё несколько небольших участков пути, а также вокзал в Норильске и мост через реку Норильская. По мнению «Норникеля», решение суда незаконно и необоснованно.

## Музей
В 2011 году в зале ожидания бывшего вокзала Норильска и на прилегающей открытой площадке открылся Музей строительства и развития Норильской железной дороги.